# Sphaerophoria scripta
Sphaerophoria scripta — вид двокрилих комах родини повисюхові мухи (Syrphidae). Дорослі особини живляться на квітах, хижі личинки поїдають попелиць на рослинах. Палеарктичний вид, широко розповсюджений. Один з 27 видів голарктичного роду, поширених у Європі.

## Опис

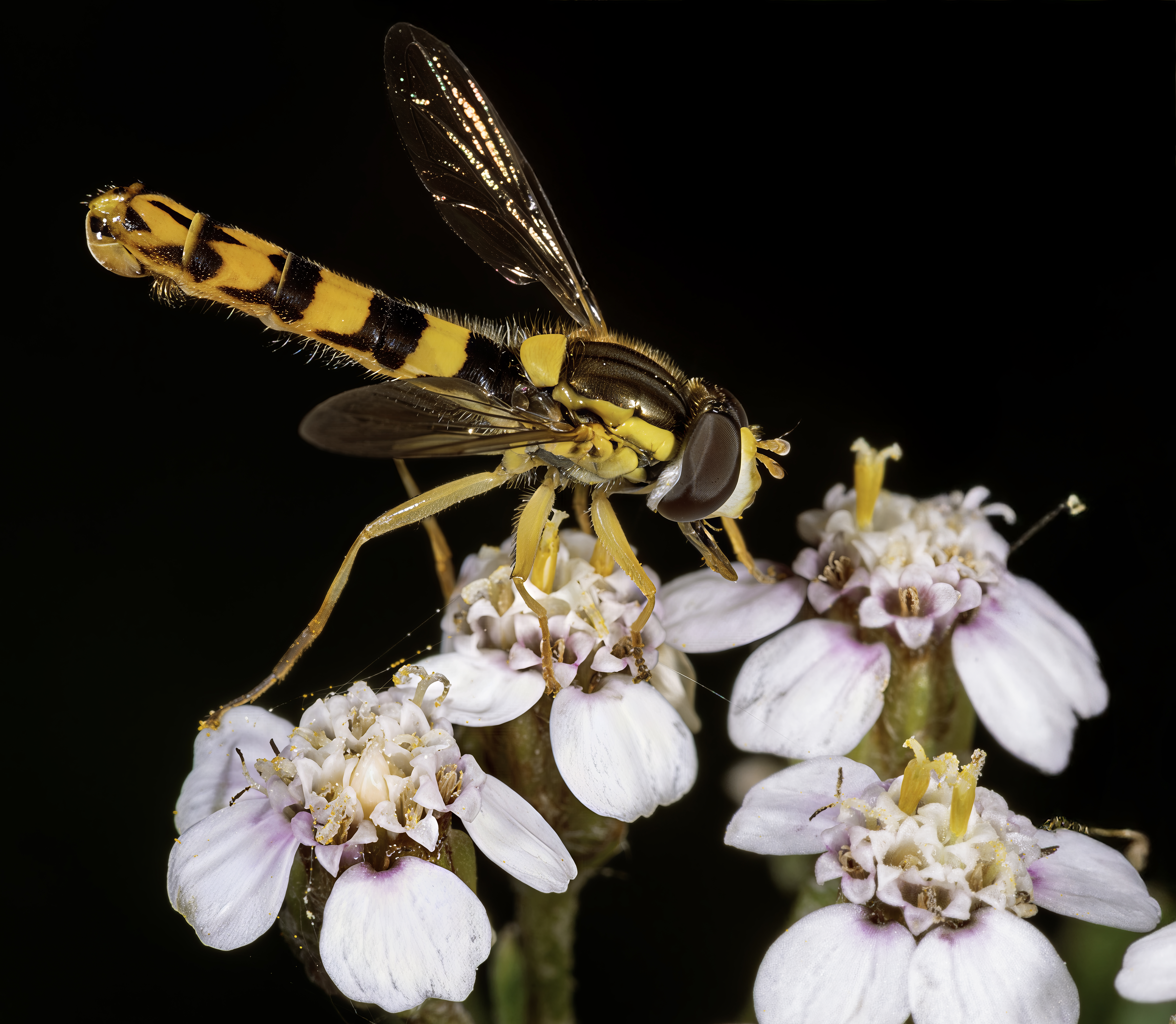
Sphaerophoria scripta - чоловік

Невелика муха, з тонким тілом, довжина тіла 1-1,1 см, довжина крила складає 5-7 мм. Груди брунатні, щиток яскраво-жовтий, з жовтими волосками. Середньоспинка з боків з різкими жовтими смугами. Черевце довге й вузьке, чорне з жовтим рисунком, який є дуже мінливим. Самець відрізняється від близьких європейських видів роду Sphaerophoria довгим черевцем, яке виступає далеко за кінець складених крил. Самицю визначити дуже важко.

## Спосіб життя
Личинки збираються в групи та активно поїдають попелиць на низці дикорослих та культурних рослин. Показаний вплив цього виду на попелиць у культурі салату та зеленого перцю. Дуже екологічно пластичний вид.
Мухи цього виду схильні до міграції, причому частина популяції у північних регіонах Європи лишається зимувати, а частина перелітає до більш теплих районів на півдні.